# Тарар, Султан Амир
Султа́н Амир Тара́р (урду سلطان عامر تاڑر‎; 4 апреля 1944 — 23 января 2011, Северный Вазиристан) — отставной офицер пакистанской разведки, эксперт в области специальных военных операций. Сыграл ключевую роль в формировании движения «Талибан». Известен под прозвищем «полковник Имам» и «крестный отец Талибана». В интервью «Гардиан» в 2006 году Тарар заявил — «Они стали называть меня имамом как человека, который ведет молящихся в мечети».

## Биография
Будучи офицером Межведомственной разведки Пакистана (ISI), служил в качестве пакистанского генерального консула в Герате.
Тарар открыл в Пакистане ряд тренировочных лагерей. В них прошли подготовку десятки тысяч душманов, которые воевали в Афганистане против советских войск. Сыграл ключевую роль в формировании движения «Талибан». Среди учеников Тарара был юный клирик из Афганистана по имени Мухаммад Омар известный как Мулла Омар.
Оставался активным участником гражданской войны в Афганистане до 2001 года. После вторжения США в Афганистан в конце 2001 года, Тарар консультировал лидера афганских талибов Муллу Омара.
В конце марта 2010 года был похищен «Азиатскими тиграми» — одной из близких к пакистанским талибам группировок. Вместе с ним были похищены двое других граждан Пакистана — бывший сотрудник ОРУ Хваджа Халид и журналист Асад Куреши. В январе 2011 года стало известно о смерти полковника. По одной версии похитители казнили Тарара, поскольку его родственники не смогли заплатить выкуп, по другой — Тарар скончался от сердечного приступа.
Посол Пакистана в США Хусейн Хаккани на своей страничке в «Твиттере» написал: «В связи со смертью полковника в отставке Амира Султана Тарара, иначе называемого „полковником-имамом“, помолимся за усопшего и семью покойного».